# De Mysteriis Dom Sathanas
A De Mysteriis Dom Sathanas az első nagylemeze a norvég black metal együttesnek, a Mayhemnek. Az album dalainak írása már 1987 elején elkezdődött, de a volt énekes, Dead 1991-es öngyilkossága és a volt gitáros, Euronymous 1993-as meggyilkolása miatt elhúzódott az album kiadása egészen 1994 májusáig. Ezt az albumot széles körben minden idők egyik legnagyobb hatású black metal albumának tartják.
A lemezt 2017-ben a Rolling Stone magazin a Minden idők 100 legjobb metalalbuma listáján a 40. helyre rangsorolta.

## Készítés és felvétel
A dalok készítése 1987 elején kezdődött meg, a dalszövegeket az akkori énekes, Dead írta. 1990-ben és '91-ben felvették a Freezing Moon és a Carnage dalok stúdióverzióit, amik szerepeltek a CBR Records Projections of a Stained Mind című válogatásalbumán. Dead azt nyilatkozta 1989-ben, hogy a "Funeral Fog", a "Freezing Moon", a "Buried by Time and Dust" és a "Pagan Fears" dalszövegeit megírták. Ezeknek a daloknak az elkészített verziója szerepel az 1990 novemberében felvett Live in Leipzig koncertlemezen, ami 1993-ban jelent meg.
A zenekar a Kråkstad közelében lévő erdőben épített házban próbált, ahol Dead 1991 áprilisában lett öngyilkos. A holttestet Euronymous találta meg, majd átrendezett dolgokat, a holttestet többször lefényképezte és csak utána értesítette a rendőrséget. A készült képek közül az egyik lett a borítója a Dawn of the Black Hearts című koncertlemeznek.
Euronymous először Occultust (Stian Johanssen) kérte meg az ének- és basszusgitártémák feljátszására, de ő csak pár hónapig volt tag. Így Euronymous felvett a zenekarba a felvételi időszakban három kísérő zenészt: Csihar Attilát énekesnek, Varg Vikernest basszusgitárosnak és Blackthornt ritmusgitárosnak. Így a felállás: Csihar Attila, Varg Vikernes, Euronymous, Blackthorn és Hellhammer felvette az albumot 1992-ben és 1993-ban.
1993. augusztus 10-én Vikernes és Blackthorn elutazott Euronymoushoz Oslóba és Vikernes meggyilkolta állítólag 23 késszúrással Euronymoust.
Az albumot végül 1994. május 24-én adták ki, ekkor már Vikernes börtönben volt. Euronymous szülei meg akarták akadályozni az album kiadását, mivel azon fiuk gyilkosa, Vikernes is játszott. Hellhammer (az együttes egyetlen megmaradt tagja) azt állította nekik, hogy újra rögzítette Vikernes basszusgitározását. Azonban ez nem történt meg, végül az eredeti felvételt adták ki. Hellhammer szerint úgy helyénvaló, hogy a gyilkos és áldozata együtt hallhatóak az albumon.
Az album borítóján a nidarosi katedrális sziluettje látható.

## Az album címe
Az album címe latin nyelvű, magyar jelentése: Sátán nagyúr rejtélyei.

## Dalok listája
Az összes dal szerzője a Mayhem. 
| 1.    | Funeral Fog               | 5:47 |
| 2.    | Freezing Moon             | 6:23 |
| 3.    | Cursed in Eternity        | 5:10 |
| 4.    | Pagan Fears               | 6:20 |
| 5.    | Life Eternal              | 6:57 |
| 6.    | From the Dark Past        | 5:26 |
| 7.    | Buried by Time and Dust   | 3:34 |
| 8.    | De Mysteriis Dom Sathanas | 6:21 |
| 45:58 |                           |      |

## Közreműködők
- Euronymous – gitár
- Varg Vikernes – basszusgitár
- Hellhammer – dob
- Csihar Attila – ének
- Dead – dalszövegek

## Fordítás
Ez a szócikk részben vagy egészben a De Mysteriis Dom Sathanas című angol Wikipédia-szócikk fordításán alapul.  Az eredeti cikk szerkesztőit annak laptörténete sorolja fel. Ez a jelzés csupán a megfogalmazás eredetét és a szerzői jogokat jelzi, nem szolgál a cikkben szereplő információk forrásmegjelöléseként.